# Walter Lassally
Walter Lassally (ur. 18 grudnia 1926 w Berlinie; zm. 23 października 2017 w Chanie na Krecie) – brytyjski operator filmowy pochodzenia niemieckiego. Laureat Oscara za najlepsze zdjęcia do filmu Michaela Cacoyannisa Grek Zorba (1964).

## Życiorys
Urodzony w Berlinie Lassally po wybuch II wojny światowej uciekł wraz z rodziną do Wielkiej Brytanii. Tam w latach 50.związał się z brytyjskim ruchem filmowym Free Cinema. Na przełomie lat 50. i 60. współpracował z greckim reżyserem Michaelem Cacoyannisem. W latach 1957–67 zrealizowali wspólnie 6 filmów, z których największy rozgłos zyskał Grek Zorba (1964) z Anthonym Quinnem w roli tytułowej. Kolejnymi reżyserami, z którymi często pracował byli brytyjscy twórcy: James Ivory, Lindsay Anderson i Tony Richardson. Był m.in. autorem zdjęć do obsypanego nagrodami filmu Przygody Toma Jonesa (1963) Richardsona.
W 2012, w wieku 85 lat zadebiutował jako aktor rolą Patricka w filmie Przed północą w reżyserii Richarda Linklatera.
Od lat 90. mieszkał na stałe na greckiej wyspie Kreta, gdzie przed laty realizował zdjęcia do Greka Zorby.

## Filmografia
- Dziewczyna w czerni (1956)
- Ostatnie kłamstwo (1957)
- Uwodzicielka (1960)
- Smak miodu (1961)
- Elektra (1962)
- Samotność długodystansowca (1962)
- Przygody Toma Jonesa (1963)
- Grek Zorba (1964)
- Dzień, w którym wypłynęła ryba (1967)
- Król Edyp (1968)
- Lola (1969)
- Dzikusy (1972)
- Zabić klowna (1972)
- Zwariowane party (1975)
- Zwierzenia klowna (1976)
- Wielka wrzawa wokół kolekcji Georgiego i Bonnie (1978)
- Prawie jak w raju (1979)
- Pilot (1980)
- Pamiętnik kobiety, która trwa (1981)
- W upale i kurzu (1983)
- Prywatna szkoła (1983)
- Bostończycy (1984)
- Kamila i złodziej (1988)
- Mordercza sekta (1988)
- Ballada o Sad Cafe (1991)
- Mężczyzna na poddaszu (1992)